# Thomas Coke (1674-1727)
Pour les articles homonymes, voir Thomas Coke et Coke.
Thomas Coke (19 février 1674 - 11 mai 1727) de Melbourne Hall, Melbourne, Derbyshire est un courtisan et homme politique anglais qui siège à la Chambre des communes entre 1698 et 1715. Bien que conservateur sur le papier, il est prêt à soutenir les Whigs afin de conserver ses fonctions publiques.

## Jeunesse
Il est le fils de John Coke (1653-1692) (en) et de son épouse Mary Leventhorpe, fille de Sir Thomas Leventhorpe, 4e baronnet. Il est né à Melbourne, Derbyshire où il est baptisé le 19 février 1675. Son père est député de Derby. Il perd ses parents quand il est mineur et fait ses études à l'étranger sous la direction de M. Chauvais de Rotterdam en 1688 . Il s'inscrit au New College d'Oxford en 1693 et voyage à l'étranger aux Pays-Bas en 1696 et 1697. Vers juin 1698, il épouse Lady Mary Stanhope, fille de Philip Comte de Chesterfield (avec 8 000 £ de dot) à Repton.

## Carrière
Il est élu député du Derbyshire aux Élections générales anglaises de 1698 et siège jusqu'en janvier 1701. Il est réélu député du Derbyshire en décembre 1701. En mars 1702, il est nommé commissaire aux comptes publics. Aux Élections générales anglaises de 1702, il est réélu sans opposition comme député du Derbyshire. Il cherchait anxieusement une charge publique et est finalement nommé caissier de l'échiquier en mai 1704. Il est réélu sans opposition aux Élections générales anglaises de 1705 et soutient le candidat à la présidence de la Cour. En décembre 1706, il échange de poste avec Peregrine Bertie pour obtenir une place à la Cour en tant que vice-chambellan de la maison, un poste qu'il occupe pour le reste de sa vie. Il est réélu à nouveau pour le Derbyshire aux élections générales britanniques de 1708 et est nommé conseiller privé en 1708. À la fin du Parlement, ses votes en faveur des Whigs, en particulier son vote pour la destitution du Dr Sacheverell, lui a aliéné ses électeurs conservateurs. Aux élections générales de 1710, il refuse de faire face à un scrutin dans le Derbyshire et est réélu à la place comme député de Grampound. Il est plus à l'aise pour maintenir une position conservatrice au sein de ce Parlement et figure parmi les «dignes patriotes» qui ont détecté les erreurs de gestion du défunt ministère. Il est réélu à nouveau aux élections générales britanniques de 1713, mais ne s'est pas présenté aux élections générales britanniques de 1715 ni par la suite. Il réussit à conserver son poste malgré les réticences des Whigs.

## Héritage

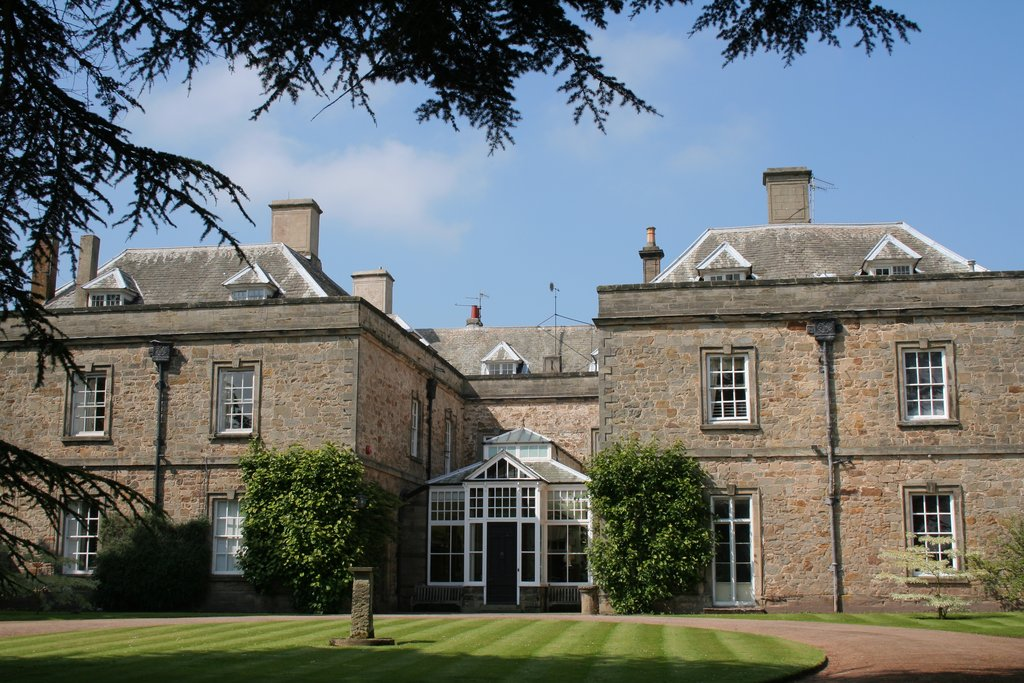
Entrée principale de Melbourne Hall

Lorsque Coke est entré en possession de Melbourne Hall, il modifie et agrandit la maison. Il est reconnu pour avoir créé les jardins de Melbourne . Néanmoins, cela a créé une pression financière. Le 15 octobre 1709, il épouse comme deuxième épouse Elizabeth Hales, fille de Richard Hales de King's Walden, Hertfordshire, l'une des demoiselles d'honneur de la reine Anne .
Il meurt subitement le 16 ou 17 mai 1727 après quelques jours de maladie à l'âge de 52 ans et est enterré à Melbourne. Il a deux filles de sa première épouse et une fille et un fils de sa seconde épouse. Il laisse la majeure partie de la succession à son fils George Lewis Coke, avec des donations pour ses filles.